# Pure Cult: The Singles 1984–1995
Pure Cult: The Singles 1984–1995 es un álbum recopilatorio de la banda inglesa The Cult, autorizado por la banda para reemplazar el anterior compilado llamado High Octane Cult, el cual fue lanzado sin autorización de la agrupación. También es una reedición del álbum de 1993 Pure Cult: for Rockers, Ravers, Lovers, and Sinners con algunos cambios.

## Lista de canciones
Todas las canciones fueron escritas por Ian Astbury y Billy Duffy excepto "In the Clouds", escrita por Astbury, Duffy y Craig Adams.
1. «She Sells Sanctuary» - 4:12
2. «Fire Woman» - 5:07
3. «Lil' Devil» - 2:44
4. «Spiritwalker» - 3:11*
5. «The Witch» - 4:17*
6. «Revolution» - 4:16*
7. «Love Removal Machine» - 4:17
8. «Rain» - 3:54
9. «In the Clouds» - 3:59
10. «Coming Down (Drug Tongue)» - 4:01*
11. «Edie (Ciao Baby)» - 3:59*
12. «Heart of Soul» - 4:30*
13. «Wild Flower» - 3:37*
14. «Star» - 3:59*
15. «Resurrection Joe» - 4:18*
16. «Go West» - 3:56
17. «Sun King» - 4:55*
18. «Wild Hearted Son» - 4:24*
19. «Sweet Soul Sister» - 3:29*

## Personal
- Ian Astbury - voz
- Billy Duffy - guitarra